# Villarroya de los Pinares
Villarroya de los Pinares – gmina w Hiszpanii, w prowincji Teruel, w Aragonii, o powierzchni 66,41 km². W 2011 roku gmina liczyła 163 mieszkańców.